# قاچاق انسان در بولیوی
قاچاق انسان در بولیوی (انگلیسی: Human trafficking in Bolivia) کشوری که منبع قاچاق مردان، زنان و کودکان است، به ویژه با هدف کار و فحشا اجباری در داخل یا خارج از کشور. تعداد زیادی از مردم بولیوی در شرایط کار اجباری در آرژانتین، برزیل، شیلی، پرو، اسپانیا و ایالات متحده در کارگاه‌های غیرقانونی، کارخانه‌ها و زمینهای کشاورزی یافت می‌شوند.

## داخل
در داخل بولیوی، زنان و دختران جوان اهل مناطق روستایی بولیوی روستایی در مناطق شهری وادار به فحشا شده‌اند. اعضای جوامع بومی، به ویژه در منطقه چاکو، در معرض خطر کار اجباری در داخل کشور قرار دارند. تعداد قابل توجهی از کودکان بولیوی تحت شرایط کار اجباری در معادن، کشاورزی و به عنوان خدمتکار خانگی قرار می‌گیرند و گزارش‌ها حاکی از آن است که بعضی از والدین فرزندان خود را برای کار اجباری در معادن و زراعت در نزدیکی مناطق مرزی پرو می‌فروشند یا کرایه می‌دهند. مرزهای پرشکاف این کشور، حرکت مهاجران فاقد مدارک قانونی را تسهیل می‌کند، که برخی از آنها ممکن است گرفتار قاچاقچیان شوند. در یک مورد، مقامات بولیوی ۲۶ کودک اهل هائیتی را شناسایی کردند که برای کار اجباری و فحشا اجباری به برزیل برده می‌شدند.

## قوانین
قوانین دولت بولیوی از حداقل استانداردهای لغو قاچاق انسان به‌طور کامل تبعیت نمی‌کند؛ با این حال، تلاش‌های زیادی برای انجام این امر انجام می‌شود. دولت اقدامات قانونی زیادی را علیه مجرمان قاچاق جنسی انجام داده‌است؛ ولی تعداد دستگیری و محکومیت مجرمان قاچاق انسان افزایش نداشته‌است. میزان محکومیت قاچاقچیان در مقایسه با تعداد زیاد قربانیان قاچاق انسان که توسط مقامات بولیوی شناسائی شده‌اند، همچنان کم است. حکومت شواهدی دال بر رسیدگی مناسب به موضوع کار اجباری باشد نشان نداده‌است و کلاً خدماتی برای افرادی که به بیگاری مجبور شده‌اند یا بولیویایی‌هایی که به خارج از کشور قاچاق شده و بعد به میهن بازگشته‌اند انجام نداده‌است. در حالی که بسیاری از اقدامات مبارزه با قاچاق بولیوی وابسته به کمک‌های مالی بین‌المللی هستند، دولت پروژه ای را آغاز کرده‌است که به‌طور جدی افسران و دادستانهای بیشتری برای اجرای قانون اختصاص داده‌است تا به تحقیق و تعقیب جرایم قاچاق در سال آینده بپردازند.
اداره دیده‌بانی و مبارزه با قاچاق انسان در وزارت امور خارجه ایالات متحده آمریکا بولیوی را در سال ۲۰۱۷ در رده دوم کشورهای (مبارزه با قاچاق انسان) قرار داده‌است.